# David B. Birney
David Bell Birney (29. maj 1825 – 18. oktober 1864) var en forretningsmand, advokat og general i unionshæren under den amerikanske borgerkrig.

## Tidlige år
Birney blev født i Huntsville i Alabama som søn af en abolitionist fra Kentucky, James G. Birney. Birney-familien flyttede tilbage til Kentucky i 1833, og James Birney frigav sine slaver. I 1835 flyttede familien til Cincinnati, hvor faderen udgav en avis, som var imod slaveri. Efter adskillige trusler fra slaverivenlig pøbel flyttede familien igen, først til Michigan og dernæst til Philadelphia.
Efter at have taget sin eksamen på Phillips Academy i Andover, Massachusetts, gik David Birney ind i forretningslivet, læste jura og blev optaget i advokatsamfundet. Han vendte tilbage til Philadelphia, hvor han havde en advokatpraksis fra 1856 indtil udbruddet af borgerkrigen.

## Borgerkrigen
Birney gik ind i unionshæren lige efter Fort Sumter som oberstløjtnant i 23. Pennsylvania Volunteer infanteriregiment, en enhed, som han stort set opstillede for egen regning. Lige inden krigen havde han studeret militærkundskab som forberedelse til en sådan rolle. Han blev forfremmet til oberst den 31. august 1861 og til brigadegeneral den 17. februar 1862, idet han tydeligvis drog nytte af politiske forbindelser og ikke militære erfaringer. Han førte en brigade i brigadegeneral Philip Kearnys division i III Korps under Peninsula-kampagnen. I Slaget ved Seven Pines blev han beskyldt for ikke at have adlydt en ordre fra sin korpskommandør, generalmajor Samuel P. Heintzelman, efter sigende for at have stoppet sin styrke 1½ km fra fjenden. Men der var blot tale om misforståede ordrer. Birney blev stillet for en krigsret, men med et stærkt positivt udsagn blev han frikendt og genindsat i sin stilling.
Birney kæmpede i Andet slag ved Bull Run til støtte for generalmajor John Popes Army of Virginia. Da Kearny blev dræbt i dette slag, overtog Birney kommandoen over hans division. Divisionen var stationeret i Washington, D.C. under Slaget ved Antietam, men hans division vendte tilbage til Army of the Potomac i Slaget ved Fredericksburg. Der stødte han igen på problemer med den militære disciplin, denne gang for efter sigende at have afslået at støtte generalmajor George G. Meades divisions angreb på venstre flanke af Unionens linje. Han blev imidlertid komplimenteret i kommandøren for III Korps' officielle rapport for "den fine måde, hvorpå han håndterede sin division" samme dag, og for anden gang undgik han straf. Birney førte sin division i svær kamp i Slaget ved Chancellorsville, hvor den havde større tab (1.607) end nogen anden division i hæren. Som følge af hans udmærkede indsats ved Chancellorsville blev han forfremmet til generalmajor den 20. maj 1863.
I Slaget ved Gettysburg, var III Korps' kommandør den kendte generalmajor Daniel Sickles. Den 2. juli 1863 rykkede Sickles i strid med sine ordrer sit korps frem fra sin tildelte defensive position på Cemetery Ridge. Birneys nye position var fra Djævelens Hule via Hvedemarken til Ferskenlunden – del af et fremspring, som lå lige dèr, hvor det konfødererede angreb med divisionerne under genralmajorerne John Bell Hood og Lafayette McLaws blev sat ind. Birneys division blev ødelagt. Hærens øverstkommanderende, Meade, førte i hast forstærkninger til stedet, men linjen kunne ikke holde. Hans division og hele korpset var ødelagt som kampstyrke. Mens Birney så de få overlevende fra sin division samles omkring ham på Cemetery Ridge, hviskede han til en af sine officerer: "Jeg ville ønske, at jeg allerede var død." Sickles var svært såret af en kanonkugle, og Birney overtog midlertidigt kommandoen over korpset, selv om han selv havde fået to mindre sår. Han beholdt ledelsen indtil februar 1864.
Birney begyndte Overland kampagnen som divisionskommandør i II Korps, hans III Korps var blevet opløst ved reorganiseringen samme forår. Efter en god indsats i Slaget ved the Wilderness, Slaget ved Spotsylvania Court House, (hvor han blev såret af en granatsplint), og Slaget ved Cold Harbor den 23. juli 1864 gav generalløjtnant Ulysses S. Grant Birney kommandoen over X Korps i Army of the James. Imidlertid fik Birney malaria under belejringen af Petersburg, (nogle kilder siger dysenteri og tyfus). Han blev beordret hjem til Philadelphia og døde tre måneder senere. Han ligger begravet dér på Woodlands Cemetery.

## Arv
David Birney var en af de mere succesfulde, politiske generaler i borgerkrigen. Mange af hans kolleger var fornærmede over hans hurtige stigning i graderne, og han var ikke en elsket person blandt sine soldater. Theodore Lyman fra Meades stab skrev om Birney:
| „ | Han var en bleg, puritansk udseende person, med et udtryk af ubevægelig koldsindighed, omend han smilte venligt, når man talte til ham. Han var en tynd person med et smalt ansigt, lyseblå øjne og gult hår. Som general tog han vare på sin stab og så til, at de fik de forfremmelser, de fortjente. Han var også en mand, som varetog sine egne interesser nøje, og som kendte drivfjederen i militære forfremmelser. Hans upopularitet blandt nogle personer stammede tildels fra hans egne forfremmelser, som han imidlertid fortjente, og dels fra hans kolde, dækkede holdning. | “ |
|   | — Theodore Lyman |   |